# Rigarda
Rigarda är en kommun i departementet Pyrénées-Orientales i regionen Occitanien i södra Frankrike. Kommunen ligger i kantonen Vinça som tillhör arrondissementet Prades. År 2022 hade Rigarda 700 invånare.

## Befolkningsutveckling
Antalet invånare i kommunen Rigarda
| Referens: INSEE |